# 大田顶
大田顶，又名大天顶，是大雾岭以及云雾山脉的主峰，位于广东省信宜市大成镇东部、云开山国家级自然保护区内，海拔1703.8米，是粤西地区的地理最高点，有“粤西第一峰”之称。

## 地理
大田顶自古代加里东运动隆起成陆后形成。随垂直高程的不同，自然景观分带变化，“一山有四季，十里不同天”。

## 历史
1973年，在山顶建设覆盖粤西的广播电视差转台（省级发射台732台，以“1973年2号工程”命名）。主峰西南侧海拔1570米处修建有大田顶水库，容量30.8万立方米，有“天湖”之称。
1983年，大田顶入选信宜新八景之“顶峰锦绣”。2018年，纪录片《厉害了，我的国》最后一幕的日出镜头则取自大田顶。